# قرار مجلس الأمن التابع للأمم المتحدة رقم 1671
قرار مجلس الأمن التابع للأمم المتحدة رقم 1671، المتخذ بالإجماع في 25 أبريل 2006، بعد التذكير بالقرارات السابقة المتعلقة بالحالة في جمهورية الكونغو الديمقراطية، ولا سيما القرارات 1565 (2004) و1592 (2005) و1621 (2005) و1635 (2005)، أذن المجلس بنشر قوة الاتحاد الأوروبي في جمهورية الكونغو الديمقراطية لمساعدة بعثة الأمم المتحدة في جمهورية الكونغو الديمقراطية خلال الانتخابات العامة لعام 2006.
بدأت أولى قوات الاتحاد الأوروبي البالغ عددها 1450 في الوصول في يوليو 2006.

## الدقة

### أعمال
وبموجب الفصل السابع من ميثاق الأمم المتحدة، أذن المجلس بنشر بعثة الاتحاد الأوروبي التي تدعم بعثة منظمة الأمم المتحدة في جمهورية الكونغو الديمقراطية لفترة أربعة أشهر بعد تاريخ أول انتخابات رئاسية وبرلمانية. وستتركز في العاصمة كينشاسا (مما يسمح لبعثة الأمم المتحدة في جمهورية الكونغو الديمقراطية بالتركيز على شرق البلاد) وستكون لها عناصر خارج البلاد وستخضع لتمديد تفويضها إلى ما بعد 30 سبتمبر 2006 بالاشتراك مع بعثة منظمة الأمم المتحدة في جمهورية الكونغو الديمقراطية. وكان من المقرر أن يبلغ الأمين العام كوفي عنان المجلس بشأن الجدول الزمني للسلطات الكونغولية للانتخابات.
تم تفويض قوة الاتحاد الأوروبي باتخاذ الإجراءات التالية:
(أ) مساعدة بعثة الأمم المتحدة في جمهورية الكونغو الديمقراطية في المواقف الصعبة للحيلولة دون تصعيدها؛
(ب) حماية السكان المعرضين لخطر مباشر؛
(ج) المساهمة في حماية مطار ندجيلي في كينشاسا؛
(د) ضمان سلامة وحرية تنقل أفراد ومرافق قوة الاتحاد الأوروبي في جمهورية الكونغو الديمقراطية؛
(هـ) إجراء عمليات محدودة لإخراج الأفراد من الخطر.
ولن ينطبق حظر الأسلحة والجزاءات الأخرى المطبقة في القرارين 1493 (2003) و1596 (2005) على العملية. تم حث الحكومة الكونغولية والاتحاد الأوروبي على إبرام اتفاقية وضع القوات. كما طُلب من الدول الإقليمية تقديم الدعم، وأُذن للبعثة بتقديم الدعم اللوجستي اللازم.
وأخيراً، تم حث جميع الأحزاب الكونغولية على الوفاء بالتزامها بالعملية الديمقراطية.

## روابط خارجية
- نص القرار في undocs.org